# Караманя Пиемонте
Карама̀ня Пиемо̀нте (на италиански: Caramagna Piemonte; на пиемонтски: Caramagna, Караманя) е малко градче и община в Северна Италия, провинция Кунео, регион Пиемонт. Разположено е на 254 m надморска височина. Населението на общината е 3023 души (към 2010 г.).